# Joël Mercier
Joel Michel Marie Luc Mercier (Chaudefonds-sur-Layon, Países del Loira, 5 de enero de 1945) es un obispo católico, historiador, filósofo, teólogo, canonista y profesor francés. En 2005, el papa Benedicto XVI le concedió el título honorífico de Capellán de Su Santidad. Actualmente desde el 19 de marzo de 2015, tras ser nombrado por el papa Francisco es Secretario de la Sagrada Congregación para el Clero y Obispo titular de Roda.

## Biografía
Nacido en el municipio francés Chaudefonds-sur-Layon de la región Países del Loira, el día 5 de enero de 1945. Tras finalizar sus estudios primarios y secundarios, entró en la Universidad de La Sorbona de París, donde estudió Literatura clásica.
Seguidamente en 1964 ingresó en el colegio seminario de su diócesis natal ("la de Angers"), donde realizó su formación eclesiástica, se licenció en Filosofía y a su vez también se licenció en Teología por la Universidad Católica del Oeste.
El día 27 de junio de 1970 fue ordenado sacerdote para su diócesis, a manos del entonces obispo Mons. Henri-Louis-Marie Mazerat.
Un año más tarde tras ser ordenado, desde 1971 a 1974 completó su formación académica obteniendo una licenciatura en Derecho canónico por la Pontificia Universidad Gregoriana de Roma.[cita requerida]
Tras su regreso a Francia en 1974, comenzó su ministerio en su diócesis de Angers, pasando a ser vicario parroquial en la Parroquia Saint-Joseph.
Desde 1979 a 1987 fue Capellán de los Colegios y de Liceos Católicos, seguidamente desde ese último año hasta 2001 fue el secretario personal del entonces obispo diocesano Mons. Jean Orchampt y al mismo tiempo desde 1975 es miembro del Tribunal eclesiástico “Pays de Loire” y también desde 1980 es profesor en la Facultad de Teología de la Universidad Católica del Oeste.[cita requerida]
En enero de 2002 regresó a Italia, donde entró en el servicio de la Curia Romana como Oficial de la Congregación para los Obispos. También el 31 de octubre de 2005 se le concedió el título honorífico de "Capellán de Su Santidad" y en 2007 fue nombrado director espiritual del Pontificio Seminario Francés de Roma.[cita requerida]
Actualmente el 8 de enero de 2015, el papa Francisco lo nombró como nuevo Secretario de la Sagrada Congregación para el Clero y como Obispo de la Sede titular de Roda, situada en La Ribagorza (provincia de Huesca, España).
Recibió la consagración episcopal el 19 de marzo del mismo año, en la Iglesia de San Luis de los Franceses de Roma, a manos de su consagrante el cardenal Pietro Parolin y teniendo como co-consagrantes a los también cardenales Marc Ouellet y Beniamino Stella.

## Condecoración
| Distinción              | Período               | Lugar               |
| Capellán de Su Santidad | 31 de octubre de 2005 | Ciudad del Vaticano |